# Suppenkasper-Affäre
Die sogenannte Suppenkasper-Affäre bezeichnet einen disziplinarischen Vorfall während der Fußball-Weltmeisterschaft 1986 in Mexiko: Erstmals in der Geschichte des deutschen Fußballs wurde mit Ersatztorhüter Uli Stein ein Nationalspieler während eines großen Turniers nach Hause geschickt. Auslöser war Steins interne Bezeichnung des Teamchefs Franz Beckenbauer als ‚Suppenkasper‘ – eine Anspielung auf dessen frühere Werbetätigkeit für Knorr-Fertigsuppen. Nach Bekanntwerden dieser Äußerung entfernte der Deutsche Fußball-Bund (DFB) Stein aus disziplinarischen Gründen aus dem Kader. Die Affäre markierte den Höhepunkt interner Querelen innerhalb der deutschen Mannschaft bei diesem Turnier und offenbarte exemplarisch die Spannungen zwischen Spielern, dem Teamchef und dem zunehmend intensiven Medienumfeld. Trotz dieser Turbulenzen gelang Beckenbauer mit dem Team der Finaleinzug.

## Hintergrund und Ausgangssituation

### Beckenbauers Rolle und Führungsstil

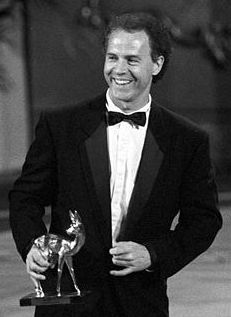
Franz Beckenbauer im November 1990

Für Franz Beckenbauer war die WM 1986 die erste als Teamchef der Nationalmannschaft. Quellen schildern Beckenbauers enorme Nervenbelastung, die sich in Aggressivität und Versagensängsten zeigte. Da kein eigener Manager für die Nationalmannschaft zur Verfügung stand, schien Beckenbauer zudem für eine Vielzahl von Aufgaben verantwortlich zu sein.
Beckenbauers Führungsstil während des Turniers offenbarte deutliche Widersprüche. Kritiker beschrieben ihn als ‚völlig überforderte Führungskraft‘, der es nicht gelang, vom ‚Spieler Franz‘ zum strategischen Teamchef zu reifen. Beckenbauer handelte intuitiv und impulsiv und ohne klare Konfliktstrategie. Andererseits galt er als lernbegierig und bereitete sich akribisch auf Spiele vor, indem er nächtelang Videos studierte, zeigte sich jedoch ungeduldig, wenn seine Erkenntnisse nicht umgehend umgesetzt wurden.
Beckenbauer sorgte bereits im Vorfeld und während des Turniers mit öffentlichen Äußerungen für Aufsehen und Kritik. So bezeichnete er seinen Kader als „letzten Schrott“ und die Bundesliga als „Schrotthaufen“, der zu wenig Talent liefere. Diese Aussagen führten zu Irritationen sowohl bei Spielern – Kapitän Karl-Heinz Rummenigge forderte eine Unterredung – als auch zu Kritik von Vereinsvertretern der Bundesliga wie Willi Lemke und Rudi Assauer. Beckenbauers Kommunikation wirkte zudem widersprüchlich: Nachdem er die Qualität der Mannschaft und die Titelchancen in Frage gestellt hatte, erklärte er später, Deutschland könne „natürlich Weltmeister werden“. Ähnlich uneindeutig äußerte er sich zur Rolle des angeschlagenen Rummenigge, indem er mal dessen Unverzichtbarkeit betonte, mal andeutete, dieser müsse sich auch mit der Ersatzbank zufriedengeben. Intern soll er Spieler abfällig als „Zauberer“ oder „Blinder“ bezeichnet haben. Obwohl Beckenbauer den defensiven Stil öffentlich als dem „Charakter der Deutschen“ entsprechend verteidigte, litt der als Ästhet bekannte Teamchef innerlich unter dem Widerspruch zu seinem Ideal von attraktivem Fußball. Diese Diskrepanz zwischen Anspruch und Wirklichkeit trug maßgeblich zu seiner gereizten Anspannung bei, die sein damaliger Manager Robert Schwan zudem auf dessen Erfolgsbesessenheit und die Angst zurückführte, als Verlierer dazustehen.

### Angespanntes Klima im Team
Die vergiftete Atmosphäre innerhalb der deutschen Mannschaft während der WM 1986 war von erheblichen Spannungen und internen Konflikten geprägt. Der Nationalspieler Dieter Hoeneß beschrieb die Stimmung unter den Spielern teils als von „Beklemmung bis zum Selbsthass“ geprägt. Beckenbauers oft widersprüchliche oder abfällige Äußerungen trugen zu den Irritationen und zur Verunsicherung bei.
Besonders öffentlichkeitswirksam wurde der Konflikt zwischen Kapitän Rummenigge und Torhüter Toni Schumacher. Rummenigge, der verletzt ins Turnier gegangen war und zunächst nur als Einwechselspieler zum Einsatz kam, warf Schumacher vor, seine Rückkehr in die Stammelf zu hintertreiben, um dessen Kölner Vereinskollegen Pierre Littbarski und Klaus Allofs zu fördern. Es fiel der Begriff der „Kölner Mafia“. Der tief gekränkte Schumacher drohte daraufhin mit der sofortigen Abreise und musste von der Delegationsleitung überredet werden zu bleiben. Beckenbauer kommentierte die Streitigkeiten entnervt mit den Worten: „Ein Kindergarten ist ein Dreck dagegen.“ Der Konflikt eskalierte so weit, dass Delegationsleiter und späterer DFB-Präsident Egidius Braun Rummenigge mit dem Rauswurf drohen musste, um einen Burgfrieden zu erreichen. Schließlich mussten Beckenbauer und Felix Magath Schumacher dazu bewegen, wieder mit Rummenigge an einem Tisch zu sitzen, obwohl Schumacher erklärte: „Ich kann mit Verleumdern nicht zusammensitzen“.
Auch abseits dieses Hauptkonflikts gab es Spannungen. So kritisierte Magath beispielsweise Kapitän Rummenigge dafür, den von der Mannschaft beschlossenen Presseboykott im Zuge der Hirsch-Affäre nicht konsequent genug durchzuhalten. Als Symbol für die Grüppchenbildung und die schlechte Stimmung innerhalb des Kaders galt der sogenannte „Tisch der Frustrierten“ beim gemeinsamen Essen, an dem sich vornehmlich die unzufriedenen oder nicht eingesetzten Spieler zusammenfanden. Zu dieser Gruppe gehörten zeitweise auch die späteren „Ausreißer“ Klaus Augenthaler, Ditmar Jakobs, Dieter Hoeneß und die früheren Vereinskollegen Beckenbauers beim Hamburger SV Uli Stein.

### Medienumfeld, Quartier und die Hirsch-Affäre
Die Weltmeisterschaft 1986 fand in einem sich wandelnden Medienumfeld statt. Immer mehr Medienvertreter entdeckten den Fußball als Berichterstattungsfeld, was zu einem enormen Konkurrenzdruck vor Ort führte. Mangels relevanter Entwicklungen im deutschen Team neigten Journalisten dazu, Kleinigkeiten aufzubauschen und Geschichten zu verbreiten, die mehr Unterhaltungs- als Nachrichtenwert besaßen.
Verschärft wurde diese Situation durch die als „höchst unglücklich“ beschriebene Unterbringung des DFB-Kaders. Nach dem Umzug von Morelia in das feudale Quartier „Hacienda de Galindo“ in Querétaro residierte die Mannschaft praktisch unter einem Dach mit den Medienvertretern. Jede Unregelmäßigkeit konnte nun direkt beobachtet und potenziell für berichtenswert gehalten werden, was die ohnehin angespannte Lage weiter belastete.
Bereits vor Steins Rauswurf spitzte sich die Lage durch die sogenannte Hirsch-Affäre zu, die die Spannungen zwischen Teamchef, Mannschaft und Medien aufzeigte. Auslöser war ein Bericht des mexikanischen Journalisten Miguel Hirsch in der mexikanischen Tageszeitung Excélsior über das als ungezwungen beschriebene Lagerleben der Deutschen. Beckenbauer titulierte Hirsch daraufhin als „Oberhirsch“. Nachdem Hirsch erklärte, sein Beitrag sei falsch übersetzt worden, nahm Beckenbauer die Bezeichnung zurück, und der Vorfall schien zunächst beigelegt.
Die Situation eskalierte jedoch rasch. Die Bild-Zeitung veröffentlichte die reißerische Schlagzeile „WM: Sex, 5 Frauen bei unserer Elf?“ und berief sich dabei auf ein angebliches Gespräch mit Hirsch. Obwohl Hirsch dies dementierte, sorgte der Bericht für erheblichen Unmut. Aufgebrachte Spielerfrauen riefen aus Deutschland an, und die Mannschaft verlas durch Kapitän Rummenigge eine Erklärung, in der sie von „Rufmord“ sprach und einen Presseboykott ankündigte. Delegationsleiter Egidius Braun relativierte dies nach Rücksprache mit Rummenigge und Magath umgehend zu einem „Warnstreik“.
Ungeachtet der vorherigen Klärung attackierte Beckenbauer den mexikanischen Journalisten kurz darauf im ZDF-Sportstudio heftig. Er bezeichnete Hirsch als „diese kleine Mexikaner“, fragte rhetorisch: „Wird er geschickt oder spinnt er?“, und äußerte mit einer unmissverständlichen Handbewegung: „Da braucht man nur kurz zuzudrücken, dann gibt es ihn nicht mehr.“ Nach erneuter Intervention Brauns entschuldigte sich Beckenbauer bei Hirsch und erklärte seinen Ausfall in einem offenen Brief an die Excelsior-Leser mit seiner bayerischen Herkunft. 
Die gesamte Affäre offenbarte die aufgeladene Medienatmosphäre, die gereizte Stimmung im deutschen Lager und Beckenbauers Überforderung in seiner Rolle und bildete ein Muster für Beckenbauers späteren Umgang mit Kritik und Konflikten im Team, welches sich in der Suppenkasper-Affäre fortsetzen sollte.

## Torwartfrage

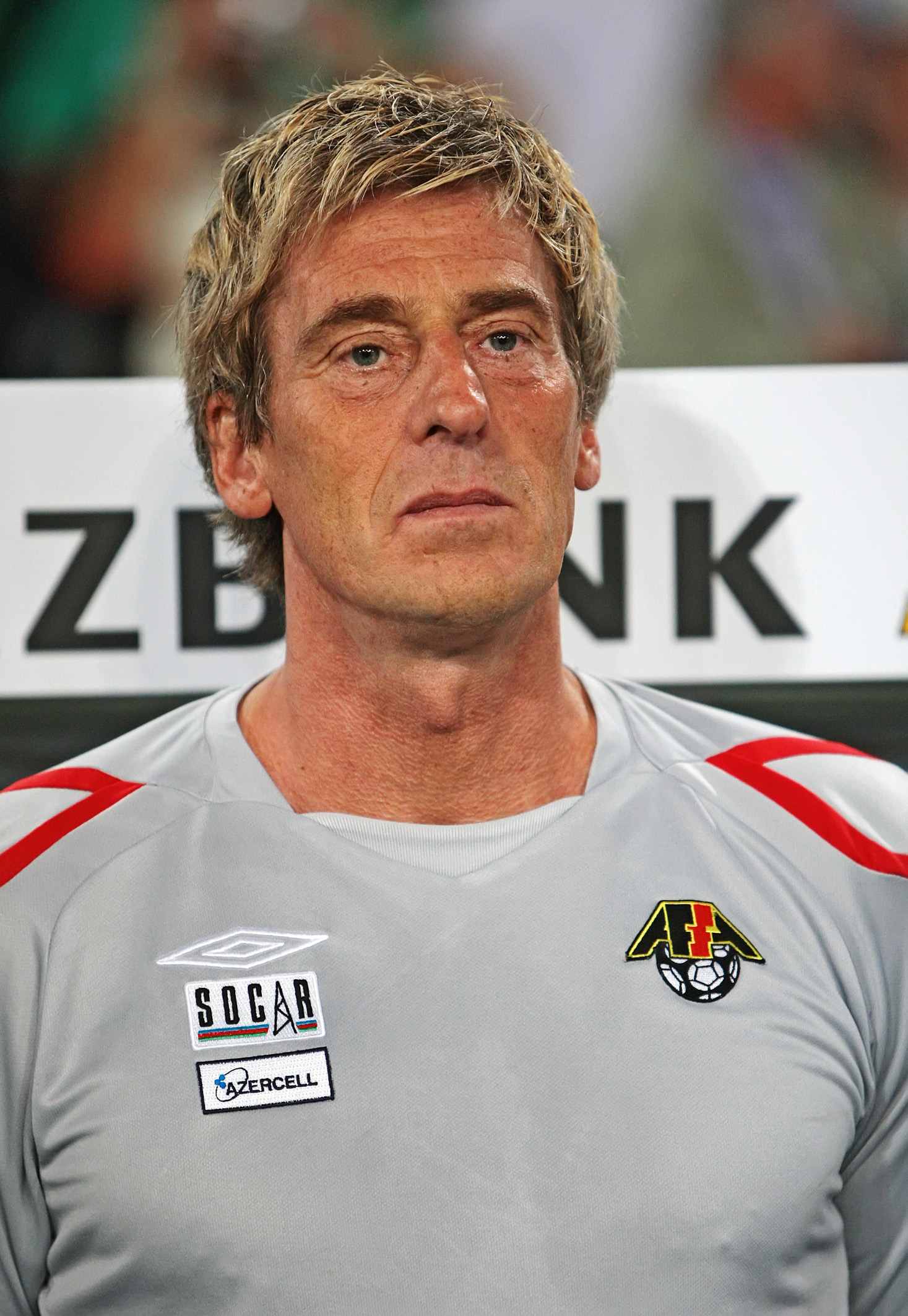
Uli Stein (2009)

Ein wesentlicher Faktor für die späteren Ereignisse war die ungeklärte und spannungsgeladene Situation um die Position des Torhüters. Im letzten Testspiel vor der WM gegen die Niederlande hatte Uli Stein den Vorzug vor dem langjährigen Stammtorhüter Toni Schumacher erhalten. Dies hatte Schumacher verärgert, der gegenüber Teamchef Franz Beckenbauer vehement für seinen Einsatz argumentierte, unter anderem mit dem Verweis auf die besser eingespielte Abwehr. Es kam zu einer heftigen Auseinandersetzung zwischen dem Torwart und dem Teamchef, an deren Ende Beckenbauer Schumacher vor die Wahl stellte, die Entscheidung zu akzeptieren oder abzureisen. Schumacher gab nach, das Verhältnis blieb jedoch angespannt.
Stein hingegen fühlte sich durch den Einsatz gegen die Niederlande bestärkt und übte im Trainingslager sowohl verbal als auch durch starke Trainingsleistungen erheblichen Druck auf Schumacher aus. Brisanz erhielt die Situation durch Beckenbauers widersprüchliche Signale: Er hatte sowohl Stein als auch Schumacher in unterschiedlichen Kontexten als ‚derzeit besten Torwart der Welt‘ bezeichnet.
Erst am Vorabend des Auftaktspiels gegen Uruguay fällte Beckenbauer die endgültige Entscheidung zugunsten Schumachers. Stein reagierte unverhohlen frustriert: „Wenn mir einer ein Ticket gibt, fahre ich nach Hause.“ In seiner späteren Autobiografie äußerte Stein den Verdacht, dass wirtschaftliche Interessen die Entscheidung beeinflusst hätten. Er verwies auf die Sponsorenverträge des DFB-Ausrüsters Adidas mit dem Verband sowie auf private Werbeverträge, die sowohl Beckenbauer als auch Schumacher mit dem Unternehmen gehabt haben sollen. Stein fühlte sich übergangen und sah seine sportlichen Qualitäten als irrelevant im Vergleich zu vermeintlichen Geschäftsinteressen an.
Zusätzlich zu seiner Enttäuschung über die sportliche Entscheidung fühlte sich Stein durch die Medienberichterstattung und externe Einflüsse benachteiligt. Er gab später an, dass Schumachers Berater Rüdiger Schmitz im Mannschaftsquartier aufgetaucht sei und gezielt Journalisten bearbeitet habe, was zu einer negativen öffentlichen Meinung ihm gegenüber geführt habe. Stein behauptete auch, Opfer von Falschdarstellungen in der Presse geworden zu sein: So sei ihm ein abfälliges Zitat über die uruguayische Mannschaft („Gegen die Gurkentruppe hätte ich auch spielen können“) zugeschrieben worden, das eigentlich von Abwehrspieler Matthias Herget stamme. Ebenso sei eine Geschichte erfunden worden, er sei nachts betrunken von einem Barhocker gefallen, obwohl es im Barbereich des Quartiers gar keine Hocker gegeben habe.
Als Ausdruck seines Frusts und Protests zeigte Stein in der Folge demonstratives Verhalten. So zog er sich während der Vorbereitung auf das Uruguay-Spiel zu einem auffälligen Sonnenbad zurück und trank demonstrativ Bier in der Lobby des Mannschaftshotels. Steins wachsende Frustration über seine Rolle im Team, die sich in diesen beiden Vorfällen äußerte, bildete den unmittelbaren emotionalen Hintergrund für den Ausreißer-Vorfall und die anschließende Suppenkasper-Äußerung, die letztlich zu seiner Suspendierung führen sollten.

## Eskalation der Ereignisse

### Der „Ausreißer“-Vorfall
Die Spannungen im Team entluden sich wenige Tage vor Steins späterem Rauswurf in einem Vorfall, der als „Ausreißer“-Affäre bekannt wurde. Die Spieler Klaus Augenthaler, Ditmar Jakobs, Dieter Hoeneß und Uli Stein, die zu diesem Zeitpunkt dem sogenannten „Tisch der Frustrierten“ zugerechnet wurden, verließen unerlaubt das Mannschaftsquartier in Querétaro, um, wie es hieß, „Land und Leute zu erkunden“ oder bei mexikanischen Familien zu speisen. Das Quartett kehrte erst weit nach Mitternacht zurück und überzog mit über zwei bzw. drei Stunden den Zapfenstreich erheblich.
Am nächsten Vormittag mussten die vier Spieler bei Teamchef Franz Beckenbauer antreten. Dieser begann die Standpauke Berichten zufolge mit der Anrede „Ihr Idioten“, wurde jedoch umgehend von Hoeneß unterbrochen: „Stopp, du darfst alles zu mir sagen, aber nicht Idiot. Ich weiß, was ich im Kopf hab’, und weiß, was du im Kopf hast, und deshalb sagst du nicht Idiot zu mir.“ Beckenbauer reagierte daraufhin kleinlaut („So war es ja nicht gemeint, aber was müsst ihr euch auch erwischen lassen.“), worauf Hoeneß entgegnete, dass ein unbemerktes Verlassen des hermetisch abgeriegelten Camps angesichts der „generalstabsmäßig vorbereiteten“ Überwachung durch die „Kettenhunde der Presse“ kaum möglich gewesen sei.
Um sein Gesicht zu wahren, verhängte Beckenbauer zunächst Geldstrafen: Jeweils 5.000 DM für Augenthaler, Jakobs und Hoeneß (was 2025 etwa 5.500 Euro entspräche), jedoch 10.000 DM für Stein (entspräche 2025 etwa 11.000 Euro). Die höhere Strafe für den Rädelsführer Stein begründete Beckenbauer zusätzlich mit den „Erwartungen einer von der Boulevardpresse manipulierten Öffentlichkeit“ und damit, dass dies Stein „vor dem Heimflug rettet“.
Die Reaktion der Spieler auf die Strafen war jedoch eindeutig. Stein forderte daraufhin umgehend sein Rückflugticket („Dann gib mir gleich mein Ticket“). Augenthaler und Hoeneß solidarisierten sich und verlangten ebenfalls ihre Tickets („Mir auch“). Auch der damals 20-jährige Nachwuchsspieler Olaf Thon äußerte den Wunsch abzureisen, denn er glaubte „nicht, hier noch was lernen zu können“. Angesichts der drohenden Abreise mehrerer Spieler lachte Beckenbauer laut einer Darstellung kurz auf und zog daraufhin alle Geldstrafen zurück („dann fliege natürlich keiner“).

### Die „Suppenkasper“-Affäre
Kurz nach der Rücknahme der Geldstrafen erreichte die Situation um Stein ihren Höhepunkt. Der Torhüter hatte intern Teamchef Beckenbauer mit dem Spitznamen „Suppenkasper“ belegt. Diese – dem Struwwelpeter entlehnte – Bezeichnung war eine Anspielung auf Beckenbauers frühere Werbetätigkeit für Knorr-Fertigsuppen in den 1960er Jahren.
Die Intentionen und genauen Umstände der Äußerung bleiben umstritten. Zeitgenössische Quellen dramatisierten den Vorfall als „Majestätsbeleidigung“ und bewusstes „Verspotten“ des Teamchefs. Stein hingegen relativierte später: Es habe sich lediglich um harmlosen ‚Flachs am Mittagstisch‘ gehandelt. Im Rahmen eines Wortspiels unter Spielern habe er die Initialen „SK“ genannt und dann auf Beckenbauer gezeigt mit den Worten: „Da drüben sitzt er“. Die Äußerung sei nicht böse gemeint gewesen. Unabhängig von der Intention wurde die Bemerkung, die Stein im Kollegenkreis getätigt hatte, nach außen getragen. Wer genau die Information weitergab, ist nicht eindeutig geklärt. Stein selbst äußerte später den Verdacht, dass ein namentlich nicht genannter, „als fränkisch-redselig bekannter Bayern-Spieler“ die Bemerkung weitergetragen habe.
Nach Bekanntwerden der Äußerung handelte Beckenbauer schnell: Er teilte Stein mit, dass er ihn für das Achtelfinalspiel gegen Marokko nicht einplanen würde und ihm eine „Denkpause“ verordne. Stein interpretierte dies als erzieherische Maßnahme und kündigte daraufhin in einem ARD-Interview seinen Rücktritt aus der Nationalmannschaft nach der Weltmeisterschaft an („Mein Entschluss steht also fest.“). Zudem bat er Beckenbauer um „Entbindung vom Amt des Ersatztorhüters“. In einer anschließenden Pressekonferenz stellte Beckenbauer die Ereignisse so dar, dass er nach einem Gespräch mit Stein dessen Heimreise veranlasst habe („Daraufhin habe ich mitgeteilt, dass er nach Hause fährt.“).
Spätere Berichte und Aussagen legen jedoch nahe, dass die endgültige Entscheidung zum Rauswurf maßgeblich vom damaligen DFB-Präsident Hermann Neuberger vorangetrieben wurde. Beckenbauer selbst soll die Angelegenheit lockerer gesehen haben, musste sich aber offenbar dem Druck der Verbandsführung beugen. Gegenüber Stein soll er den Rauswurf mit den Worten „Tut mir leid, Uli, die Order kommt von ganz oben“ kommentiert haben. Dies steht im Kontrast zur öffentlichen Darstellung Beckenbauers, der die Verantwortung für die Entscheidung in seiner Pressekonferenz selbst übernahm. Am 21. Juni 1986 musste Uli Stein schließlich aus dem Quartier der Nationalmannschaft abreisen.

## Nachwirkung und historische Einordnung
Die Suspendierung von Uli Stein während der WM 1986 markierte ein Novum im deutschen Fußball: Er war der erste Nationalspieler, der während eines laufenden großen Turniers aus disziplinarischen Gründen aus dem Kader entfernt wurde. Die Affäre bedeutete zugleich das abrupte Ende seiner Karriere in der Nationalmannschaft nach nur sechs Länderspielen.
Die Ereignisse von 1986 und das daraus resultierende Image als „Bad Boy“ der Branche hatten langanhaltende negative Folgen für Steins weitere berufliche Laufbahn im Fußball. Er selbst berichtete später, dass ihm dieses Stigma bei Ambitionen auf Trainer- oder Managerposten im Wege stand, da Entscheidungsträger in Vereinen Vorbehalte äußerten („Immer gab es einen im Verein, der gesagt hat: den bloß nicht.“).
Ein mögliches Comeback im DFB-Team zur Fußball-Weltmeisterschaft 1990 scheiterte. Laut Steins Schilderungen rief Franz Beckenbauer ihn Ende 1989 an, signalisierte Interesse („Ich brauche die Besten“) und fügte angeblich hinzu: „mit Köpke und Illgner kann ich keine WM spielen“. Ein versprochener Rückruf nach Beckenbauers Urlaub blieb jedoch aus. Stein und einige Quellen vermuteten, dass wie schon 1986 erneut DFB-Präsident Hermann Neuberger eine Rückkehr Steins verhindert habe. Deutschland wurde 1990 ohne Stein Fußball-Weltmeister.
Während Beckenbauer 1986 oft als überfordert und in seiner Führung intuitiv oder widersprüchlich beschrieben wurde, präsentierte er sich bei der erfolgreichen WM 1990 nach außen hin als deutlich souveräner, zielstrebiger und in seiner Haltung eindeutiger.
Stein selbst zeigte sich auch Jahre später kritisch gegenüber den Umständen seiner Ausbootung 1986, bekräftigte jedoch zu seinem Verhalten: „Ich würde es wieder so machen“. Er hielt an seiner Kritik fest, insbesondere an der seiner Meinung nach zu späten Bekanntgabe der Torwartentscheidung, und wiederholte seine Vermutungen über wirtschaftliche Interessen (Adidas-Verträge von Beckenbauer und Schumacher) als möglichen Faktor.
Eine späte Form der professionellen Annäherung an das DFB-Umfeld von 1986 ergab sich Jahre später durch die Zusammenarbeit mit Berti Vogts, Beckenbauers damaligem Co-Trainer. Vogts engagierte Stein als Torwarttrainer für die Nationalmannschaften von Kuwait und später Aserbaidschan.
Die „Suppenkasper-Affäre“ bleibt dennoch als prägnantes Beispiel für die internen Konflikte, den Führungsstil Beckenbauers in seiner Anfangszeit als Teamchef und den enormen Mediendruck rund um die deutsche Nationalmannschaft bei der WM 1986 in Erinnerung.